# Stapmoktjärnarna
Stapmoktjärnarna är en sjö i Arvidsjaurs kommun i Lappland och ingår i Byskeälvens huvudavrinningsområde.